# La Crosilha (Alta Viena)
La Crosilha (en francès La Croisille-sur-Briance) és un municipi francès situat al departament de l'Alta Viena i a la regió de la Nova Aquitània.

## Demografia
| 1962                                       | 1968  | 1975  | 1982 | 1990 | 1999 | 2007 |
| ------------------------------------------ | ----- | ----- | ---- | ---- | ---- | ---- |
| 974                                        | 1.038 | 1.025 | 815  | 701  | 700  | 704  |
| Des de 1962: població sense dobles comptes |       |       |      |      |      |      |

## Administració
| Període   | Identitat           | Partit |
| --------- | ------------------- | ------ |
| 2001-2008 | Monique Daude       |        |
| 2008-     | Jean-Gérard Didiere | PS     |